# Boulaide
Boulaide (luxemburguès Bauschelt, alemany Bauschleiden) és una comuna i petita ciutat del nord-oest de Luxemburg. Es troba al cantó de Wiltz, que forma part del districte de Diekirch.
El 2005, la vila de Boulaide, ques és situada al sud de la comuna, tenia 378 habitants. Altres ciutats de la comuna són Baschleiden i Surré.

## Població
| Nacionalitat   | Població | %      |
| -------------- | -------- | ------ |
| luxemburguesos | 621      | 84,60% |
| Forasters      | 113      | 15,40% |
| - portuguesos  | 28       | 3,81%  |
| - francesos    | 1        | 0,14%  |
| - italians     | 6        | 0,82%  |
| - belgues      | 32       | 4,36%  |
| - alemanys     | 8        | 1,09%  |
| - iugoslaus    | 9        | 1,23%  |
| - altres       | 29       | 3,95%  |

## Evolució demogràfica
| Any        | Població |
| ---------- | -------- |
| 15/02/2001 | 734      |
| 01/01/2002 | 756      |
| 01/01/2003 | 772      |
| 01/01/2004 | 788      |
| 01/01/2005 | 817      |

## Burgmestres
- 1844-1879 Jean Reding
- 1879-1918 Jean-Pierre Derneden
- 1918-1935 Nicolas Meyers
- 1935-1946 Nicolas Brachmond
- 1946-1968 Emile Jacques
- 1968-1976 Nicolas Schockmel
- 1976-2005 Pierre Blasius
- 2005- René Daubenfeld